# 미리스트산
미리스트산(영어: myristic acid) 또는 테트라데칸산은 화학식이 CH3(CH2)12COOH인 포화 지방산이다. 미리스트산의 염과 에스터(에스테르)는 일반적으로 미리스테이트라고 한다. 미리스트산은 육두구(Myristica fragrans)의 학명을 따서 명명되었으며, 1841년에 스코틀랜드의 과학자인 라이언 플레이페어(Lyon Playfair)에 의해 최초로 분리되었다.

## 발견

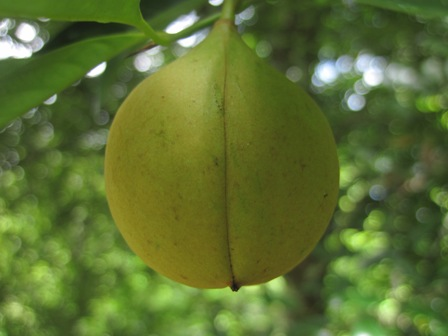
Myristica fragrans의 열매에는 미리스트산이 포함되어 있다.

육두구 버터는 트라이미리스틴(미리스트산의 트라이글리세라이드)의 함량이 75%이다. 미리스트산은 육두구 외에도 팜핵유, 코코넛오일, 유지방, 우유(8~14%), 모유(8.6%)에서 발견되며, 다른 많은 동물성 지방의 부수적 성분이다. 미리스트산은 향유고래 머리 부분에서 얻은 기름을 냉각, 압축해서 얻는 경랍에서도 발견된다. 아이리스의 뿌리, 뿌리줄기에서도 발견되고, 두리안의 일종인 Durio graveolens의 열매 지방의 14.49%를 차지한다.

## 용도
미리스트산은 진핵세포 세포막의 인지질 이중층의 지방산 아실 코어 속으로 섞여 들어가기에 충분히 큰 소수성을 갖는다. 이러한 방식으로 미리스트산은 생체막에서 지질 닻으로 작용한다.
인간에 대한 다양한 역학(疫學) 연구에 따르면 미리스트산과 라우르산은 인간의 혈장 콜레스테롤 농도와 가장 밀접한 관련이 있는 포화 지방산인데, 이는 혈장에서 중성지방의 증가는 혈장 콜레스테롤 농도 증가와 상관관계가 있음을 의미하며 심혈관계 질환의 위험을 20%가량 증가시킨다. 일부 연구에서는 미리스트산이 HDL 콜레스테롤에 긍정적인 영향을 미치므로 전체 콜레스테롤 중 HDL(high density lipoprotein)의 비율을 향상시키는 것으로 나타났다.
에스터인 이소프로필 미리스테이트는 피부를 통한 흡수가 요구되는 화장품 및 국소용 의약품에 사용된다.
미리스트산을 환원시키면 미리스틸 알데하이드와 미리스틸 알코올이 생성된다.

## 같이 보기
- 미리스틸 알코올(1-테트라데칸올) : 해당되는 알코올
- 미리스틸 알데하이드 : 해당되는 알데하이드